# Пунакха-дзонг
Пунакха-дзонг (інша назва — Пунтанг-Дечен-Пхотранг-Дзонг; англ. Pungtang Dechen Photrang Dzong, що означає «Палац великого щастя», або «Щастя») — фортеця-монастир у Бутані, яка є основною будівлею в місті Пунакха, Бутан. Дзонг Пунакха має велике культурно-історичне значення.
Тривалий час Пунакха був столицею Бутану, а також зимовою резиденцією короля, а тепер залишається зимовою резиденцією Дже Кхемпо — релігійного ієрарху країни, який з 300 ченцями в холодні зимові місяці переміщається в цей дзонг, який знаходиться в теплій кліматичній зоні. В дзонгу Пунакха розташовується адміністрація дзонгхагу Пунакха.
Дзонг був побудований в мальовничому місці на злитті річок. Ще Падмасамбхава передбачив появу людини на ім'я Намґ'ял, який побудує тут дзонг. Король і чернець Шабдрунг, який об'єднав Бутан в XVII столітті, носив ім'я Намґ'ял. Пунакха — один з його найперших дзонгів, побудований з рідкісною витонченістю. Після смерті Шабдрунг був похований в цьому дзонгу.
Пунакха пережив кілька пожеж, землетрусів і повеней, остання катастрофа трапилася в 1994 році, коли дзонг постраждав від селевого паводка.
В середині дзонгу розташовані меморіальний храм Мачей-Лакханг з мавзолеєм Шабдрунга, храм Наг Юл Бум, який належить Дже Кхемпо, бібліотека зі 108-ма томами тибетського канону, писаними золотими літерами, і сховище королівських реліквій.

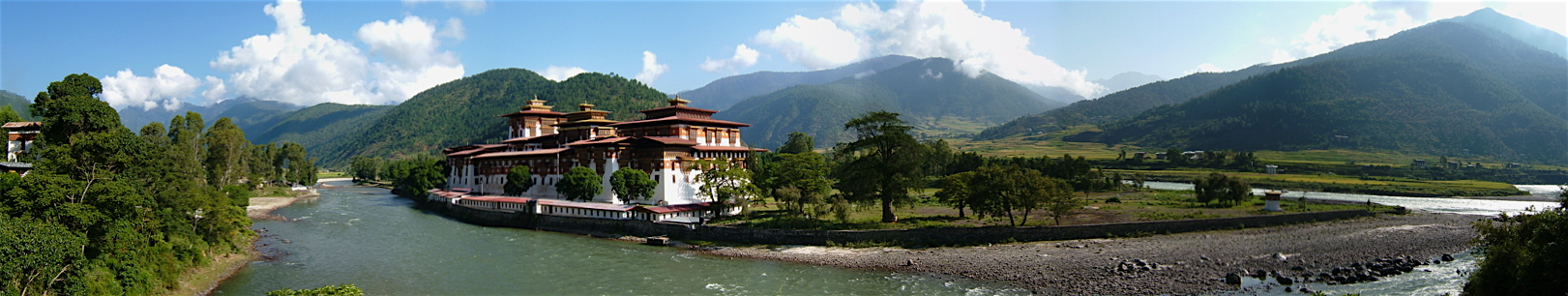
Панорама Пунакха-дзонгу в місці злиття річок Мо-чу и Пхо-чу